# Папулёз
Бовеноидный папулёз — венерическая болезнь, характеризующаяся вирусным поражением кожных покровов половых органов, главной причиной которого является распространение вируса папилломы. Данная болезнь не очень широко распространена, её развитие происходит среди той части взрослого населения, у которых в личной жизни развиты беспорядочные половые связи, а также игнорируются индивидуальных средств защиты.
Чтобы безошибочно определить развитие заболевания на начальном этапе, необходимо обратить своё внимание на появление узелков диаметром 2,5 — 3,5 смна коже половых органов. По цвету папулы обычно темнее кожи. На более поздних стадиях у папул наблюдается свойство сливаться в крупные бляшки размерами 7 — 12 см, реже до 20 см.
Чтобы избежать заражения данным вирусным заболеванием, необходимо придерживаться умеренного образа жизни в плане количества половых связей и обязательно использовать средства контрацепции. Если Вы определили у себя первые признаки папулеза, необходимо без промедления обратиться к врачу-венерологу.
Код в МКБ-10 — L41.2.